# P-волна
Р-волны  — упругие продольные волны, вызывающие колебания элементарных частиц упругой среды в направлении распространения волны и создающие в среде объёмные деформации сжатия—растяжения (рисунок 1). Самые быстрые среди объёмных волн, поэтому получили название «P-волны» от латинского «prima» — первичные. Способны распространяться в твердых телах, жидкостях и газах.

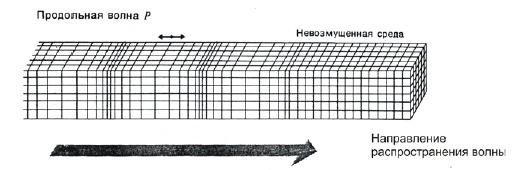
Рисунок 1. Движение в продольной волне

## Основные свойства

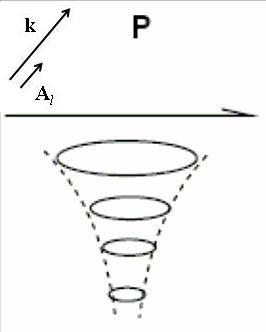
Рисунок 2. Поляризация Р-волны и направление волнового вектора

Решение волнового уравнения для плоской гармонической Р-волны:
{\displaystyle u_{p}=A{\begin{pmatrix}\sin {i}\\0\\-\cos {i}\end{pmatrix}}exp\left(i\omega \left({\frac {\sin {i}}{v_{p}}}x-{\frac {\cos {i}}{v_{p}}}z-t\right)\right)}
Скорость P-волн в однородной изотропной среде равна:
{\displaystyle v_{p}={\sqrt {\frac {K+{\frac {4}{3}}G}{\rho }}}={\sqrt {\frac {\lambda +2\mu }{\rho }}}={\sqrt {\frac {M}{\rho }}}={\sqrt {\frac {E(1-\nu )}{(1+\nu )(1-2\nu )\rho }}},}
где {\displaystyle E} — модуль Юнга, {\displaystyle \nu } — коэффициент Пуассона, K — объёмный модуль,  {\displaystyle G} — модуль сдвига (также обозначаемый как {\displaystyle \mu } — второй параметр Ламе), {\displaystyle \rho } — плотность среды, через которую проходит волна, {\displaystyle \lambda } — первый параметр Ламе, {\displaystyle M} — упругий модуль P-волны, определяемый как
{\displaystyle M=K+{\frac {4}{3}}G}Типичные значения для скоростей Р-волн, определяемых при землетрясениях находятся в диапазоне от 5 до 13 км/с, при расчётах должны использоваться адиабатические модули упругости

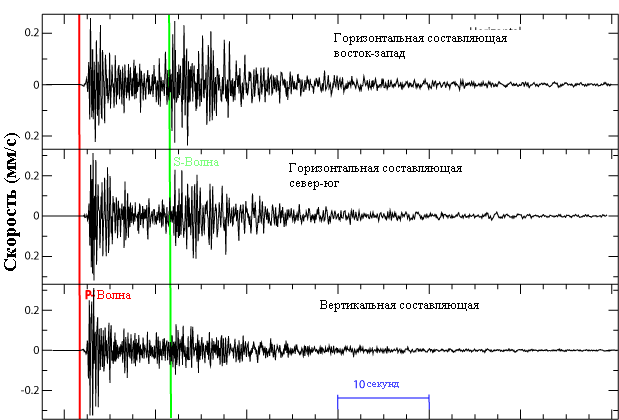
Рисунок 3. Сейсмограмма землетрясения

## Преломление Р-волны на границе двух упругих сред
Для анализа волнового поля в реальных средах необходимо учитывать наличие границ между средами с разными упругими постоянными и свободную поверхность. Пусть Р-волна падает из среды 1 в среду 2, что видно на рисунке 4, векторами на рисунке обозначено направление смещения соответствующих волн.

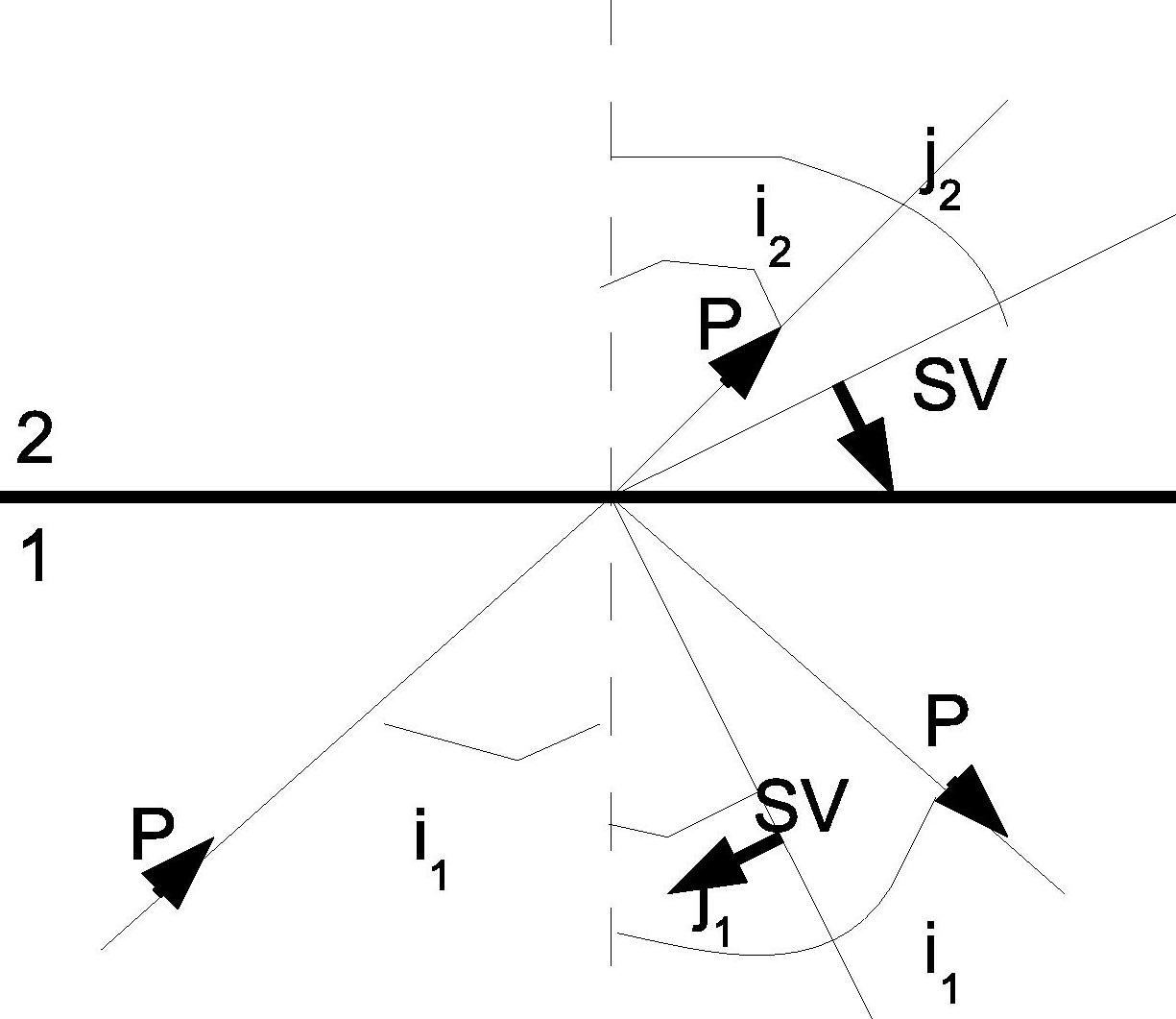
Рисунок 4. Падение P-волны на границу двух полупространств

На границе S двух однородных сред получаем два граничных условия
{\displaystyle \mathbf {u} (\mathbf {r} )|_{S_{-}}=\mathbf {u} (\mathbf {r} )|_{S_{+}},}{\displaystyle {\hat {\sigma }}{\mathbf {n} }|_{S_{-}}={\hat {\sigma }}{\mathbf {n} }|_{S_{+}},}
где n — вектор нормали к границе S. Первое выражение соответствует непрерывности вектора смещения, а второе отвечает за равенство векторов напряжений с обеих сторон {\displaystyle S_{+}} и {\displaystyle S_{-}} на границе.
Если Р-волна преломляется на границе, то возникает четыре волны: отражённая и проходящая волна P и отражённая и прошедшая волна SV.

## Преломление Р-волны на границе среда-вакуум
В случае, когда упругая среда граничит с вакуумом, вместо двух условий остаётся только одно граничное условие, выражающее тот факт, что давление на границу со стороны вакуума должно равняться нулю:
{\displaystyle \mathbf {u} (\mathbf {r} )|_{S}=0.}
Тогда в случае Р-волны, где А — это амплитуда падающей волны, {\displaystyle c_{s}} — скорость поперечной волны в среде, {\displaystyle c_{p}} — скорость продольной волны в среде, i — угол отражения моды P от моды P, j — угол отражения моды S от моды P, получаем{\displaystyle k_{ps}=A{\frac {2c_{p}/c_{s}\sin 2j\cos 2i}{(c_{p}/c_{s})^{2}\cos ^{2}2j+\sin 2j\sin 2i}},}
{\displaystyle k_{pp}=-A{\frac {(c_{p}/c_{s})^{2}\cos ^{2}(2j)-\sin(2j)\sin(2i)}{(c_{p}/c_{s})^{2}\cos ^{2}(2j)+\sin(2j)\sin(2i)}}.}
{\displaystyle k_{ps}} — это коэффициент отражения моды S от моды P, {\displaystyle k_{pp}} — это коэффициент отражения моды P от моды P.

Затенённая зона P-волн

## Затененная зона P-волн
Сейсмологи обычно измеряют расстояния от эпицентра землетрясения в градусах: расстояние от нужной точки земной поверхности до эпицентра рассматривается в виде угла между направлением из центра Земли на эпицентр и направлением из центра Земли на данную точку. Было замечено, что в диапазоне углов от 103° до 142° от эпицентра P-волны практически незаметны, это затенённая зона P-волн. Как установил Р. Д. Олдхэм в 1906 году, это происходит из-за преломления P-волн на границе земного ядра.